# Титаник (филм, 1953)
Вижте пояснителната страница за други значения на Титаник.
„Титаник“ (на английски: Titanic) е американска драма от 1953 г. на режисьора Жан Негулеско и участват Клифтън Уеб и Барбара Стануик. Филмът се съсредоточава върху една отчуждена двойка по време на злополучното първо пътуване на кораба „Титаник“ през април 1912 г.
Това е първият филм на „Титаник“ за „Туентиът Сенчъри Фокс“, който също пусна филма със същото заглавие през 1997 г., който също е от „Туентиът Сенчъри Фокс“, но „Парамаунт Пикчърс“ притежава правата за разпространение в Северна Америка.